# Complesso metallo-carbino
Un complesso metallo-carbino o complesso carbinico è un composto organometallico di formula generale LnM≡CR, che contiene formalmente un triplo legame tra il metallo e un atomo di carbonio, e dove il frammento M≡CR ha geometria lineare, dato che il carbonio è ibridato sp.
Il legante organico coordinato tramite il triplo legame è detto carbino. Analogamente al caso dei complessi metallo-carbene, anche i complessi metallo-carbino sono classificati in due categorie, i carbini di Fischer e i carbini di Schrock, ma in questo caso la distinzione è meno netta.

## Storia
I primi carbini di Fischer furono preparati da Ernst Otto Fischer nel 1973, estraendo un gruppo metossido da un complesso carbenico:
(CO)5Cr=C(OMe)Ph  +  BCl3   →   Cl(CO)4Cr≡CPh  +  CO  +  BCl2(OMe)
Cinque anni più tardi, nel 1978, furono descritti i primi carbini di Schrock.

## Classificazione dei complessi metallo-carbino
Questi composti sono in genere classificati in due categorie: i carbini di Fischer che derivano il loro nome da Ernst Otto Fischer, e i carbini di Schrock che derivano il loro nome da Richard Schrock, anche se tale classificazione è meno netta rispetto al caso dei complessi metallo-carbene.

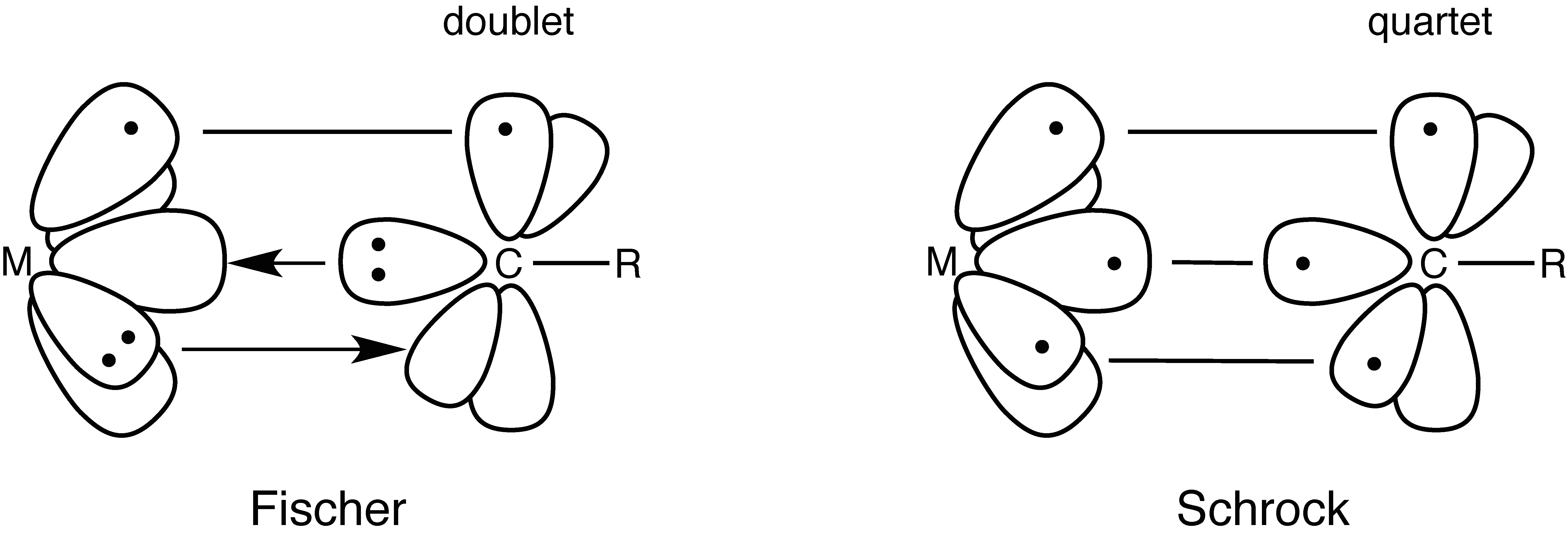
Schema 1. Interazione elettronica nei carbini di Fischer e di Schrock

### Carbini di Fischer

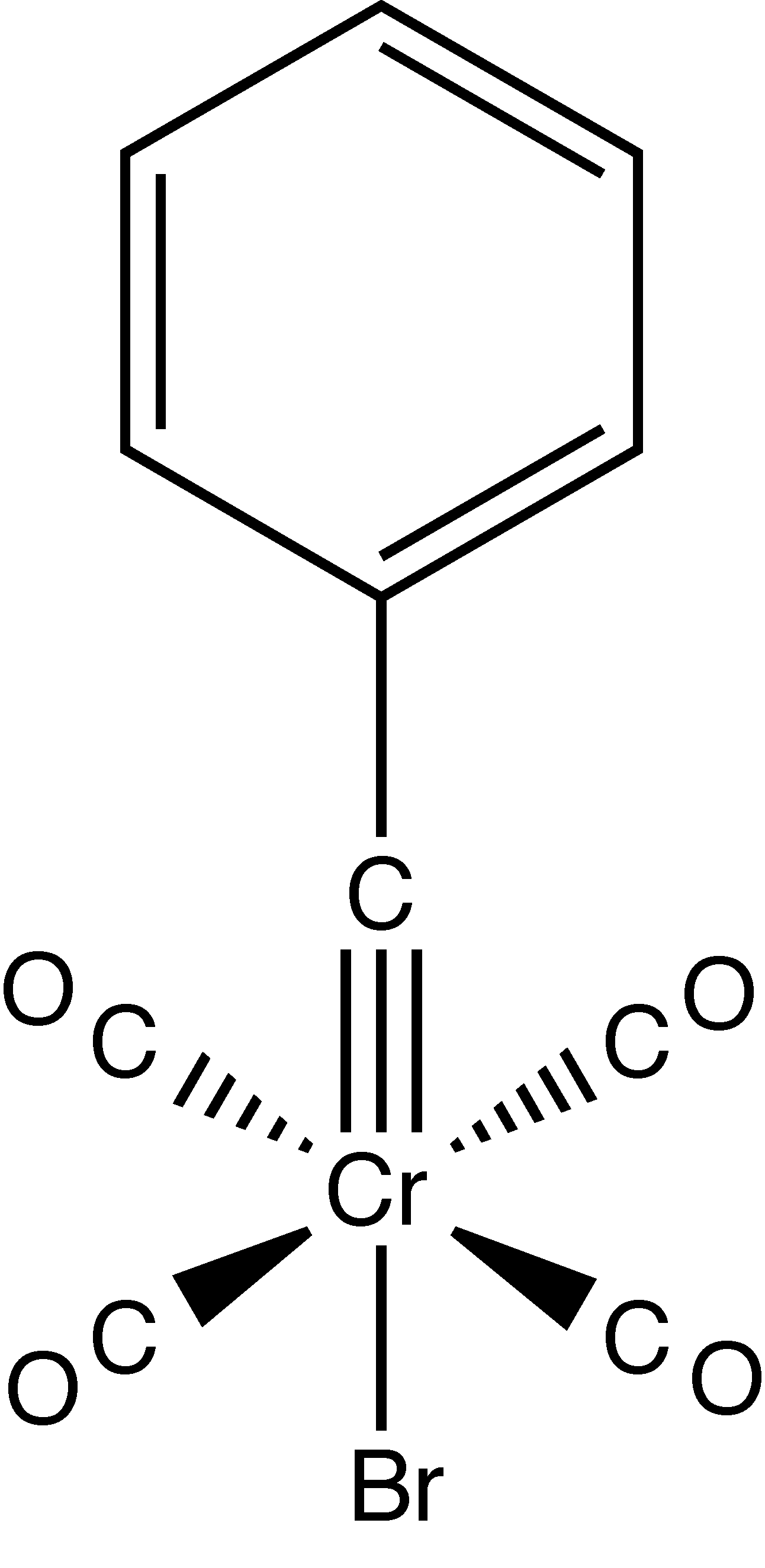
Esempio di un carbino di Fischer, il complesso Br(CO)_{4}Cr≡CPh

Questi composti sono caratterizzati da:
- metalli in basso stato di ossidazione
- leganti π-accettori
- sostituente R elettron attrattore

Il legame triplo viene descritto come interazione tra le forme doppietto del carbino e del metallo, dando luogo a tre contributi: un legame σ formato dalla donazione della coppia solitaria del carbonio verso un orbitale d vuoto del metallo, retrodonazione π da un orbitale d pieno del metallo verso un orbitale p vuoto del carbonio, e accoppiamento tra un orbitale p del carbonio contenente un elettrone spaiato con un orbitale d del metallo anch'esso con un elettrone spaiato (vedi Schema 1). Il primo contributo (C→M) è preponderante, e di conseguenza il carbonio carbinico assume una parziale carica positiva e diventa elettrofilo, anche data la presenza di un sostituente R elettron attrattore. 
La reattività dei carbini di Fischer è legata al carattere elettrofilo del carbonio carbinico. Si possono avere attacchi sul carbonio con nucleofili come ad esempio piridina o fosfine semplici, con formazione di carbeni. Sono possibili anche attacchi nucleofili al metallo.

### Carbini di Schrock

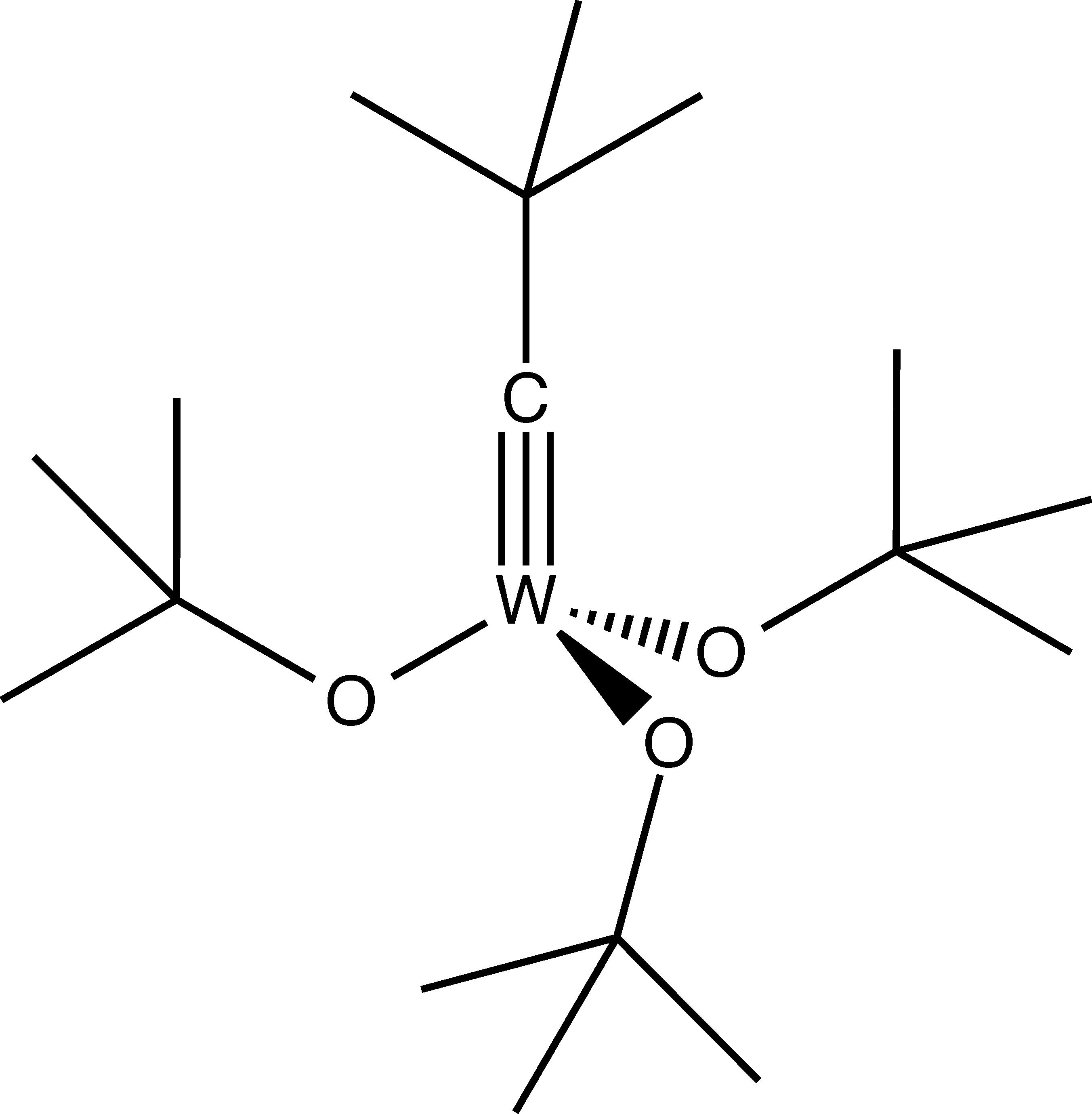
Esempio di un carbino di Schrock, il complesso (t-BuO)_{3}W≡C(t-Bu)

Questi composti, chiamati anche carbini alchilidinici, sono caratterizzati da:
- metalli in alto stato di ossidazione
- leganti donatori di elettroni
- sostituenti idrogeno o alchilici sul carbonio carbenico

Il legame triplo viene descritto come interazione tra le forme quartetto del carbene e del metallo, dando luogo alla formazione di tre legami covalenti, come illustrato nello Schema 1. Il carbonio carbinico assume una parziale carica negativa e diventa nucleofilo. 
La reattività dei carbini di Schrock è legata al carattere nucleofilo del carbonio carbinico ed elettrofilo del metallo. Si possono avere attacchi sul carbonio con elettrofili come HCl con formazione di carbeni.